# Правдин, Фёдор Николаевич
Фёдор Никола́евич Пра́вдин (31 мая 1908, Москва — 5 марта 1988, там же) — советский энтомолог, доктор биологических наук, профессор, специалист по систематике прямокрылых. Заслуженный деятель науки РСФСР.

## Биография
Родился в Москве 31 мая 1908 года. С 1926 по 1930 годы учился на биологическом отделении Московского государственного университета. Дипломная работа о строении головы сеноедов была выполнена под руководством Эрнеста Георгиевича Беккера, эта работа в 1932 году была опубликована в Зоологическом журнале. После университета работал во Всесоюзном институте каучука и гуттаперчи. В 1938 году в МГУ защитил кандидатскую диссертацию на тему «Насекомые как биологический фактор в жизни тау-сагыза в Кара-Тау». В 1940—1941 годах работал в Главном управлении по заповедникам РСФСР. Был организатором исследований насекомых в заповедника РСФСР. В годы войны был начальником химической службы артиллерийского полка. В 1943 году был отозван для работы в Институте каучуконосов. С 1944 по 1952 годы возглавлял в институте отдел защиты растений. В 1949 году защитил докторскую диссертацию на тему «Насекомые и сложноцветные растения». С 1952 по 1973 год работал профессором кафедры зоологии и дарвинизма Московского государственного педагогического института им. В. И. Ленина. С 1973 по 1985 годы работал в Институте эволюционной морфологии и экологии животных. Умер в Москве 5 марта 1988 года. Похоронен на Востряковском кладбище.

## Научная и педагогическая деятельность
Участвовал в экспедициях по Средней Азии в пустыню Малые Барсуки, Семиречье, на хребты Каратау и Туркестанский, изучал комплексы вредителей и опылителей тау-сагыза, кок-сагыза и хондриллы. В ходе этих исследований он предположил, что миграции азиатской уховёртки (вредителя тау-сагыза) в период цветения этого растения связаны геологическими изменениями ландшафтов. Им была разработана система карантина семян каучуконосов. Им был проведён анализ трофических связей насекомых с растениями семейства сложноцветных. С 1950-х годов специализировался на исследовании экологии и систематики прямокрылых. Выявил особенности вертикальной зональности и закономерности прямокрылых формирования их видовых комплексов. Создал московскую школу ортоптерологов.
Правдин разработал курс лекций и первый создал цикл лабораторных занятий по дарвинизму, которые были обобщены в учебнике педагогических вузов и пособии для учителей. Под его руководством защищено 20 кандидатский диссертации. В 1957—1958 годах принимал участие в организации Тиранского университета (Албания). Участвовал качестве эксперта в работе Высшей аттестационной комиссии. Был членом редколлегий журналов «Бюллетень МОИП» и «Научные доклады высшей школы, биологические науки».

### Таксоны, описанные Правдиным
Впервые для науки Правдин описал несколько таксонов насекомых, в том числе:
- Conophyma zachvatkini Pravdin, 1969[3]
- Paradrymadusa bucharica Pravdin, 1969[3]
- Lithoxenus nigrofasciatus Pravdin, 1979[4]
- Phytomastax elegans Pravdin, 1969[3]
- Grylloblattina djakonovi kurentzovi (Pravdin & Storozhenko, 1977)[5]

## Таксоны, названные в честь Правдина
В честь Правдина названы следующие таксоны насекомых:
- Afroconema pravdini Gorochov, 1993[6]
- Conophyma pravdini Stolyarov, 1968[7]
- Natula pravdini (Gorochov, 1985)[8][9]
- Lyrohagla pravdini Gorochov, 1986[10]
- Grylloblattella pravdini (Storozhenko et Oliger, 1984)[5][11]
- Saxetania pravdini Chernyakhovskij, 1997[12]
- Gymnogryllus pravdini Gorochov, 1990[13]
- Pravdiniana Sergeev & Pokivajlov, 1992[14]

## Избранные публикации
Автор около 100 публикаций, монографий и учебников, в том числе

### Книги
- Правдин Ф. Н. Закономерности формирования новых комплексов вредных и полезных насекомых при введении в культуру сложноцветных растений. — М.: МГПИ им. В. И. Ленина, 1957. — 189 с.
- Правдин Ф. Н. Дарвинизм: Книга для учителя.. — М.: Учпедгиз, 1960. — 334 с.
- Правдин Ф. Н. Дарвинизм. — М.: Просвещение, 1968. — 430 с.
- Мамаев Б. М., Медведев Л. Н., Правдин Ф. Н. Определитель насекомых европейской части СССР. — М.: Просвещение, 1976. — С. 137. — 304 с.
- Правдин Ф. Н. Экологическая география насекомых Средней Азии. — М.: Наука, 1978. — 271 с.
- Правдин Ф. Н., Мищенко Л. Л. Формирование и эволюция экологических фаун насекомых в Средней Азии. — М.: Наука, 1980. — 156 с.

### Статьи
- Правдин Ф. Н. Сезонные миграции азиатской уховертки Anechura asiatica Sem. в Каратау // Зоологический журнал. — 1938. — Т. 17, № 2. — С. 280—286. — ISSN 0044-5134.
- Правдин Ф. Н. Новые и малоизвестные прямокрылые (Orthoptera) из Средней Азии // Энтомологическое обозрение. — 1969. — Т. 48, № 3. — С. 586—592. — ISSN 0367-1445.
- Правдин Ф. Н. Внутривидовая дифференциация и видообразование у насекомых // Зоологический журнал. — 1970. — Т. 49, № 4. — С. 570—600. — ISSN 0044-5134.
- Правдин Ф. Н., Стороженко С. Ю. Новый вид гриллоблаттид (Insecta, Grylloblattida) из южного Приморья // Энтомологическое обозрение. — 1977. — Т. 56, № 2. — С. 352—356. — ISSN 0367-1445.
- Правдин Ф. Н. Новый вид кузнечиков рода Lithoxenus В.-Bien. (Orthoptera, Tettigoniidae) из Западного Тянь-Шаня // Труды Всесоюзного энтомологического общества. — 1979. — Т. 61. — С. 11—12. — ISSN 0373-1278.